# Harp Attack!
Harp Attack! ist ein Musikalbum, das gemeinsam von den vier Mundharmonikavirtouosen Junior Wells, Billy Branch, Carey Bell und James Cotton für Alligator Records aufgenommen wurde. Wells, Cotton und Bell gehören zu den Großen des Chicago Blues. Ihnen ist gemeinsam, dass sie alle in der Band von Muddy Waters gespielt haben. Billy Branch gehört zur jüngeren Garde von Harmonikaspielern.
Die Band, die die vier Künstler begleitet, wurde von James Cotton und Junior Wells zusammengestellt. Michael Coleman, der Gitarrist, spielte während der 1980er-Jahre in der Band von James Cotton. Lucky Peterson spielte schon seit frühester Jugend Klavier und arbeitete später als Bandmitglied für Bobby Blue Bland und Little Milton. Johnny B. Gayden wird von der Kritik für einen der besten Bluesbass-Spieler gehalten. Er war mit Albert Collins auf Tourneen und nahm Alben mit Johnny Winter, Son Seals, A. C. Reed und Albert Collins auf. Ray Allison war Mitglied von Muddy Waters’ Band in den späten 1970er-Jahren. Nach dessen Tod wurde er Mitglied von James Cottons Band und ist mit ihr noch unterwegs. Neben den Aufnahmen mit James Cotton nahm er auch mit Koko Taylor, Buddy Guy und Michael Coleman Alben auf.

## Tracklist
- 1 	Down Home Blues 		6:23
- 2 	Who 	 4:05
- 3 	Keep Your Hands Out of My Pockets 	5:56
- 4 	Little Car Blues 	3:33
- 5 	My Eyes (Keep Me in Trouble) 	5:30
- 6 	Broke and Hungry 		4:30
- 7 	Hit Man 	2:36
- 8 	Black Night 	8:54
- 9 	Somebody Changed the Lock 	3:54
- 10 	Second Hand Man 	4:01
- 11 	New Kid on the Block 4:30

## Liner Notes
Bruce Iglauer

## Kritikerstimmen
- „...not only inspired, it is magnificent.“ – Living Blues (1/91–2/91) („...nicht nur inspiriert, sondern auch großartig.“)
- „Absent the late Little Walter, Sonny Boy and Big Walter, this is about the strongest harp front four you'll ever find...“ – Musician (3/91) („Außer den verstorbenen Little Walter, Sonny Boy und Big Walter sind das die besten vier Harmonikaspieler, die Sie jemals finden werden.“)
- „It's the Chicago sound, and this is the cream of that crop.“ – Down Beat (2/91)[2] („Es ist der Sound Chicagos, und dies ist das Beste vom Besten.“)
- „One of the finest blues harmonica albums ever“ – Creem[3] („Eines der besten Bluesharmonika-Alben aller Zeiten.“)
- „Four Chicago harmonica greats, one eminently solid album.“ – AllMusic[4] („Vier Größen des Harmonikaspiels aus Chicago, ein besonders solides Album.“)